# Sportåret 1821

## Händelser

### Boxning
- Tom Cribb behåller den engelska mästerskapstiteln i tungvikt, men inga matcher finns registrerade för honom under året.[1]

- 20 februari – Tom Spring besegrar Tom Oliver i Arlington Corners. Matchen varar i 55 minuter över 25 ronder.[2]

### Hästsport
- 15 oktober – Hästkapplöpningsbanan Union Course öppnas på Long Island i dagens Queens i New York. Hästkapplöpningar blir lagliga i delstaten New York detta år efter att ha varit förbjudna sedan 1802.[3]

## Födda

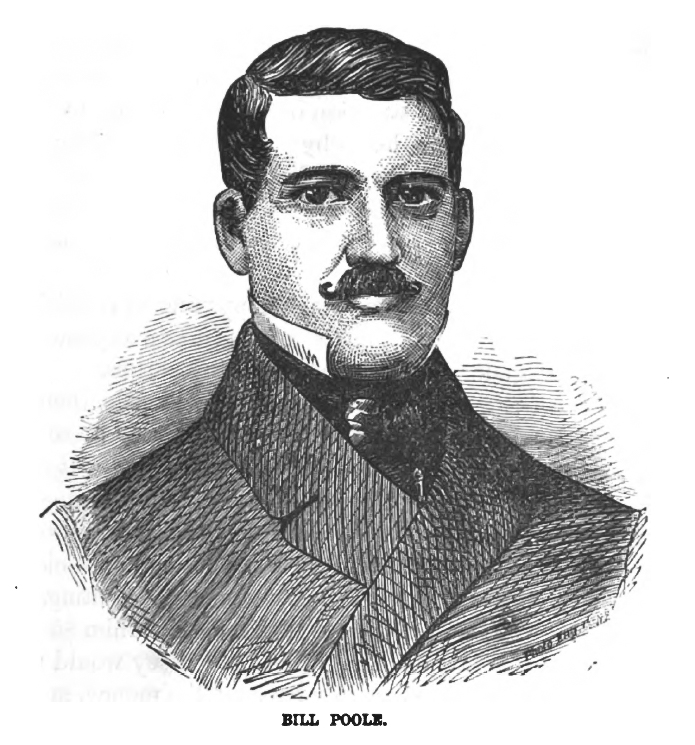
William "Bill the Butcher" Poole.

- 16 juni – Tom Morris Sr, skotsk golfspelare[4]

- 24 juli – William "Bill the Butcher" Poole, amerikansk boxare[5]